# Sacrée Barbaque
Pour plus de détails, voir Fiche technique et Distribution.
Sacrée Barbaque (A Marvada Carne) est une comédie romantique brésilienne réalisée par André Klotzel et sortie en 1985.
Il a remporté onze prix au festival du film de Gramado, la même année que sa sortie, dont celui du meilleur film par le jury officiel. En novembre 2015, le film est inclus dans la liste établie par l'Association brésilienne des critiques de cinéma (Abraccine) des 100 meilleurs films brésiliens de tous les temps.

## Synopsis
Carula est une simple fille de la campagne qui a un grand rêve dans la vie : se marier. Et pour cela, elle est prête à tout.

## Fiche technique
- Titre original brésilien : A Marvada Carne[3]
- Titre français : Sacrée Barbarque[4]
- Réalisation : André Klotzel
- Scénario : André Klotzel, Carlos Alberto Sofredini
- Photographie : Pedro Farkas
- Montage : Alain Fresnot
- Musique : Rogerio Duprat, Passoca, Hélio Ziskind
- Décors : Adrian Cooper, Beto Mainieri
- Costumes : Marisa Guimarães
- Maquillage : Maria Aparecida de Freitas, Maria Antonia Lombardi
- Production : Claudio Kahns, Jacques Jover
- Société de production : Superfilmes, Tatu Filmes
- Pays de production :  Brésil
- Langue originale : portugais
- Format : Couleurs
- Genre : Comédie romantique, fable
- Durée : 77 minutes
- Date de sortie : 
  - Brésil : janvier 1985 (Festival de Gramado)
  - France : 15 mai 1985 (Festival de Cannes)

## Distribution
- Fernanda Torres : Carula
- Adilson Barros (pt) : Quim
- Regina Casé : la femme diabolique
- Dionísio Azevedo (pt) : Nhô Totó
- Geny Prado (pt) : Nhá Policena
- Lucélia Maquiavelli : Nhá Tomasa
- Nelson Triunfo (pt) : Curupira
- Paco Sanches : Serafim
- Tonico & Tinoco (pt)